# William Wentworth
William Charles Wentworth (13 de agosto de 1790 - 20 de marzo de 1872) fue un poeta, periodista, político y explorador de Australia.

## Biografía
Wentworth nació en un barco en ruta hacia la isla Norfolk, entonces una colonia penal, adonde sus padres D'Arcy Wentworth y Catherine Crowley viajaban desde Gran Bretaña.
En 1803 fue enviado a Inglaterra para estudiar en Londres. Regresó a Sídney en 1810 y en mayo de 1813, cuando la sequía obligó a los pastores a buscar nuevas zonas de pastoreo, Wentworth, junto con Gregory Blaxland y William Lawson consiguieron encontrar una ruta a través de las Montañas Azules, abriendo así el camino para la expansión de la colonia hacia el oeste.
Más tarde, Wentworth, estudió derecho en la Universidad de Cambridge (Inglaterra), volviendo a Sídney en 1824, donde fundó el periódico The Australian, y participó en política defendiendo la causa de los aborígenes australianos y abogando por la emancipación.
Falleció en 1872 en Wimborne, Inglaterra, pero fue repatriado a Sídney y se le honró con un funeral público.